# T-kontoret
T-kontoret var en hemlig underrättelseorganisation inom det svenska försvaret. T-kontoret var verksamt mellan 1946 och 1965 och chef för verksamheten var den f.d religionshistorikern Thede Palm, som anställts vid C-byrån 1943 under Carl Petersén. Verksamheten var organiserad inom Försvarsstaben, sektion II, där även den öppna underrättelseavdelningen och utrikesavdelningen fanns.
T-kontoret med betydelsen Tekniska avdelningen/utredningen - var en direkt fortsättning på den utrikes underrättelseverksamhet som bedrivits inom den efter kriget misskrediterade C-byrån, vilket var en förkortning av Centralbyrån 1942. C-byrån hade i sin tur som föregångare G-byrån - Gränsbyrån. Birger Elmérs organisationer Grupp B, B-kontoret och IB.
1965 slogs det utrikesinriktade T-kontoret samman med det inrikesinriktade B-kontoret och blev Försvarsstabens särskilda byrå (mer känt som IB) med Birger Elmér som chef.
T-kontorets arkiv troddes länge vara förstört, men delar av det överlämnades till Krigsarkivet 1997 av pensionerade överbefälhavaren Stig Synnergren personligen. Arkivet bestod av 31 mikrofilmrullar med i huvudsak rapporter. Handlingar från T-kontoret finns även i Thede Palms privata arkiv i Krigsarkivet.

## Samarbeten
T-kontoret inledde tidigt samarbeten med andra underrättelsetjänster för utbyten av information med mera. Vissa som samarbetet med de danska och norska organisationerna byggde på samarbeten som upparbetats under andra världskriget. Flera personer inom den danska militära underrättelsetjänsten vistades under delar av kriget i Stockholm när de samarbetat med C-byrån. Ett av toppnamnen inom den norska motsvarigheten, Vilhelm Evang vistades även han i Sverige under delar av kriget. Samarbete utvecklades med den västtyska Gehlenorganisationen genom kontakter som förmedlades av Helmuth Ternberg. Samarbeten utvecklades även med Storbritannien och USA.

## Marin underrättelsetjänst
En av de viktigaste möjligheterna till informationsinhämtning kom via de svenska fartyg som trafikerade olika hamnar. Flera av dessa rapporterade förhållanden i olika hamnar, fotograferade krigsfartyg med mera. Dessa kontakter lämnade sedan över informationen till T-kontorets personal i svenska hamnar. Detta var ett arv från C-kontoret som haft en väl utvecklad organisation för militär inhämtning under kriget.

## Agentverksamhet
Snart utvecklades även agentverksamheten och även här byggde man i viss mån upp kontakter som baserades på C-byråns krigstida nätverk. Här var Baltikum ett viktigt område att kartlägga och samarbete inleddes med baltiska exilgrupper där man rekryterade agenter. De första landstigningarna av agenter i Baltikum genomfördes 1948 och fortsatte till 1951. Agenterna tillfångatogs dock av KGB som avslöjade hela operationen 1957.
Ett annat område av intresse var Polen. Thede Palm inledde ett samarbete med Jan Nowacki som flytt från Polen under kriget och fortfarande hade goda kontakter. För militär information blev Witold Szymaniak den huvudsakliga kontakten. Denna förmedlades av Försvarsstabens Inrikesbyrå som samarbetat med Szymaniak sedan kriget. Szymaniak och hans krets samarbetade med den polska antikommunistiska motståndsrörelsen WiN. Samarbetet skulle bland annat involvera infiltration av agenter till Polen.

## Ekonomiska utredningen
1953 bildades en avdelning för ekonomisk underrättelsetjänst, främst riktad mot de kommunistiska planekonomierna. Denna fanns kvar inom T-kontoret fram till 1958 då personliga motsättningar mellan ekonomiska avdelningens chef Jan Rydström och Palm gjorde att avdelningen bröts ut och Östekonomiska byrån grundades.